# Bongani Zungu
Bongani Zungu (Duduza, 9 de octubre de 1992) es un futbolista sudafricano que juega de centrocampista en el AmaZulu F. C. de la Liga Premier de Sudáfrica. Es internacional con la selección de fútbol de Sudáfrica.

## Trayectoria
Comenzó su carrera deportiva en 2012 con el Pretoria University Football Club de su país.
En 2013 fichó por el Mamelodi Sundowns, uno de los equipos más importantes del fútbol sudafricano, equipo con el que logró varios títulos, siendo un futbolista importante en el club africano lo que le llevó a Europa, al Vitória de Guimarães de la Primeira Liga.
En 2017 fichó por el Amiens SC de la Ligue 1.

## Selección nacional
Es internacional con la selección de fútbol de Sudáfrica desde el 17 de agosto de 2013, cuando debutó en la victoria por 2-0 de su combinado frente a la selección de fútbol de Burkina Faso.
Marcó su primer gol el 15 de noviembre de 2013 frente a Suazilandia.

## Clubes
| Club                      | País      | Año       |
| ------------------------- | --------- | --------- |
| Pretoria University F. C. | Sudáfrica | 2012-2013 |
| Mamelodi Sundowns F. C.   | Sudáfrica | 2013-2016 |
| Vitória de Guimarães      | Portugal  | 2016-2017 |
| Amiens S. C.              | Francia   | 2017-2022 |
| Rangers F. C. (cedido)    | Escocia   | 2020-2021 |
| Mamelodi Sundowns F. C.   | Sudáfrica | 2022-2024 |
| AmaZulu F. C.             | Sudáfrica | 2024-     |

## Palmarés

### Títulos nacionales
| Título                       | Club                    | País      | Año  |
| ---------------------------- | ----------------------- | --------- | ---- |
| Premier Soccer League        | Mamelodi Sundowns F. C. | Sudáfrica | 2014 |
| Copa de Sudáfrica            | Mamelodi Sundowns F. C. | Sudáfrica | 2015 |
| Copa de la Liga de Sudáfrica | Mamelodi Sundowns F. C. | Sudáfrica | 2016 |
| Premier Soccer League        | Mamelodi Sundowns F. C. | Sudáfrica | 2016 |
| Scottish Premiership         | Rangers F. C.           | Escocia   | 2021 |
| Premier Soccer League        | Mamelodi Sundowns F. C. | Sudáfrica | 2023 |
| Premier Soccer League        | Mamelodi Sundowns F. C. | Sudáfrica | 2024 |